# François Édouard Virlet
François Édouard Virlet, né à Nancy le 18 février 1810 et mort à Fontainebleau le 24 décembre 1889, est un officier français.

## Biographie
Polytechnicien (1830), il termine sa carrière comme colonel d'artillerie. Il a été  directeur des études à l'école d'artillerie de Metz, adjoint au maire de Metz (1870-71), président de l'Académie nationale de Metz (1870-1871), président de la Société d'agriculture, sciences et arts de la Marne, officier de la Légion d'honneur, chevalier de la Tour et de l'Épée de Portugal.  Il a habité à Metz, Châlons-sur-Marne et Fontainebleau.

## Décorations
- Officier de la Légion d'honneur (1864)[4]

## Publications
- Académie nationale de Metz session de 1871: Discours prononcé par le colonel Virlet président Causes principales de la justesse du tir des armes à feu
- Sous le nom de colonel Virlet, Notice sur la vie et les travaux du général J. Didion, Mémoires de l'Académie de Metz, 1878 (A60,SER3)-1879, disp. sur Gallica
- Édouard Virlet (Colonel François-Édouard.) Notice sur l'emploi du baromètre pour les avertissements agricoles, imprimerie de T. Martin, 1879 - 42 pages